# William L. Harding

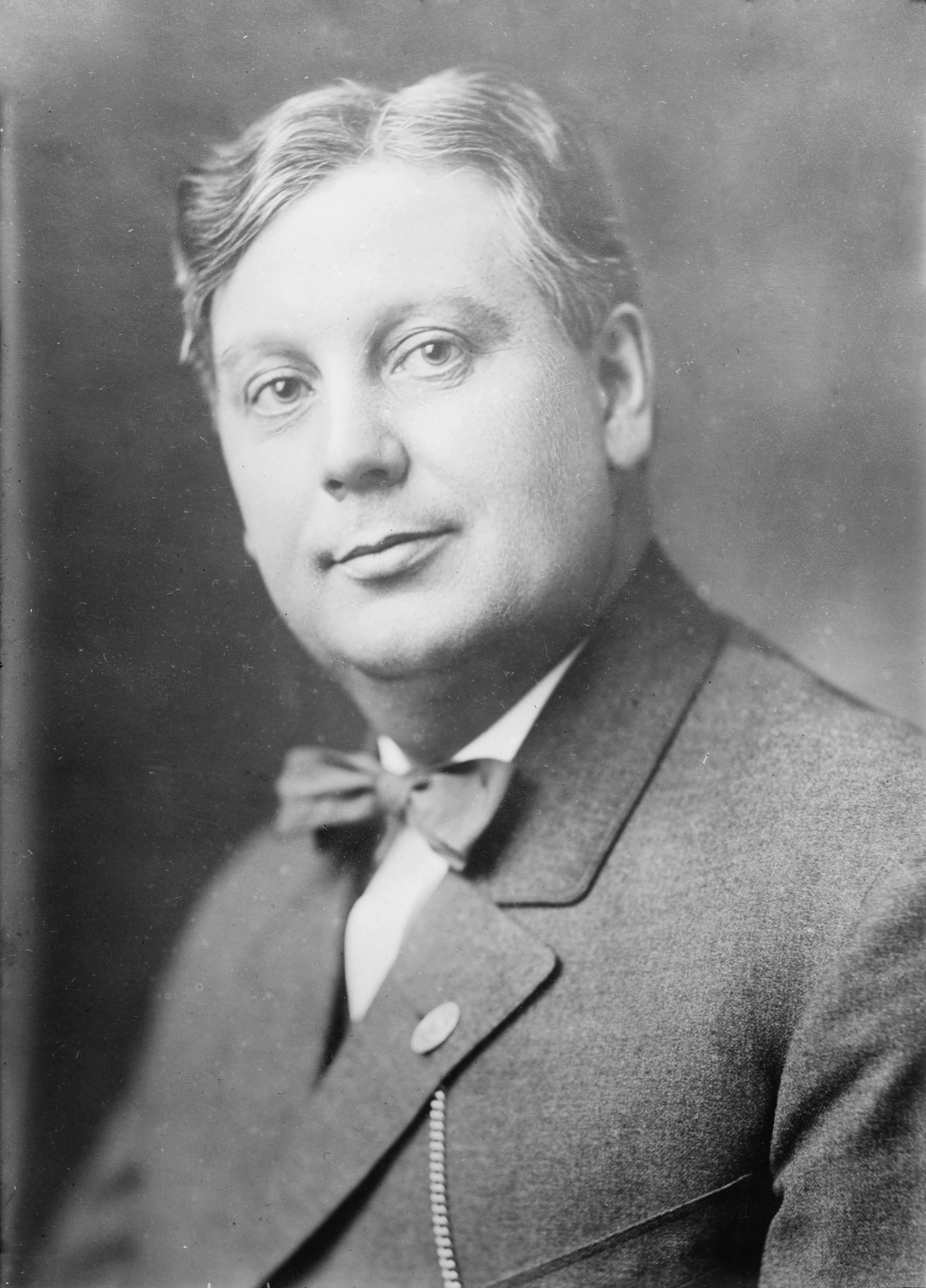
William L. Harding, 1915

William Lloyd Harding (* 3. Oktober 1877 auf einer Farm in der Nähe von Sibley, Osceola County, Iowa; † 17. Dezember 1934) war ein US-amerikanischer Politiker und Mitglied der Republikanischen Partei. Von 1917 bis 1921 war er der 22. Gouverneur des US-Bundesstaates Iowa.

## Leben
Harding besuchte von 1897 bis 1901 das Morningside College, eine methodistische Hochschule in Sioux City. Danach wechselte er auf die University of South Dakota in Vermillion (South Dakota), wo er einen juristischen Abschluss machte. Er war seit 1907 verheiratet und hatte ein Kind. Er war Methodist und Freimaurer. Sein Grab befindet sich in einem Mausoleum auf dem Graceland Park Cemetery in Sioux City.

## Politische Karriere
Hardings erstes politisches Amt war von 1906 bis 1912 ein Sitz im Repräsentantenhaus Iowas. Von 1913 bis 1917 war er unter dem Republikaner George W. Clarke Vizegouverneur Iowas und am 11. Januar 1917 wurde er zum Gouverneur von Iowa gewählt, wiedergewählt wurde er 1918. 
Harding war gegen eine Erweiterung der Wahlrechte von Frauen und gegen die Verbesserung des Straßensystems. Vor dem Ersten Weltkrieg war er in Opposition zu Woodrow Wilson, der für eine engere Zusammenarbeit mit Großbritannien eintrat. Vor allem das Letztere brachte ihm die Unterstützung vieler deutschsprachiger Wähler ein. Diesen Zuspruch verlor er 1918 durch den von ihm initiierten und veröffentlichten sogenannten Babel Act, der die Benutzung jeglicher nichtenglischer Sprache in Iowa verbot. Während des Ersten Weltkrieges waren Ressentiments gegen Deutschstämmige in den USA nicht ungewöhnlich, Harding jedoch mag als ein Extrembeispiel gelten. Um Patriotismus zu unterstützen, war die Benutzung von jeglicher anderer Sprache außer Englisch verboten. Dies betraf sowohl das Sprechen in der Öffentlichkeit, beim Telefonieren, in Schulen als auch in Kirchen. Alte Frauen wurden inhaftiert, weil sie in deutscher Sprache telefonierten, Priester wurden bei Trauzeremonien festgenommen, wenn diese nicht in englischer Sprache durchgeführt wurden. Zu dieser Zeit sprach ein hoher Anteil der ländlichen Bevölkerung Iowas kaum Englisch, in Dörfern wurde häufig, vor allem in der älteren Generation, Dänisch, Schwedisch, Norwegisch, Tschechisch, Deutsch oder Polnisch gesprochen. In einer öffentlichen Rede sagte Harding, dass Gott Gebete, die nicht in Englisch gesprochen werden, nicht hören könne.
Nach einem Skandal musste Harding am 13. Januar 1921 sein Amt verlassen. Er hatte einen der Vergewaltigung Verdächtigten aus dem nordwestlichen Iowa begnadigt, bevor es zu einer Gerichtsverhandlung gekommen war. Nachdem die Legislative des Staates Iowa die Gouverneursentscheidung überstimmt hatte, war der Angeklagte nicht mehr auffindbar. Während seiner Amtszeit wurde das ländliche Schulwesen unterstützt und die Planung für die touristische Entwicklung von historischen Sehenswürdigkeiten und State Parks vorangetrieben. Er versuchte danach noch einen Sitz im Senat der Vereinigten Staaten zu bekommen, was ihm jedoch nicht gelang. Nach seiner Gouverneurszeit war er Präsident der Great Lakes-Saint Lawrence Waterway Association.